# اروپاگرایی
طرفدار اروپا، اروپاگرا (انگلیسی: Pro-Europeanism) یک موقعیت سیاسی در دفاع از اروپا و اتحادیه اروپا است. اروپاگرایان معمولاً به دنبال یک قدرت قوی فراملی در سطح اتحادیه اروپا هستند و بعضاً از ایده ایالات متحده اروپا نیز حمایت می‌کنند.

## احزاب سیاسی طرفدار اتحادیه اروپا

### سطح پان اروپا
- اروپا: دموکراسی در جنبش اروپا ۲۰۲۵
- اروپا: ولت اروپا

### در اتحادیه اروپا
- اتریش: حزب خلق اتریش،[۴] حزب سوسیال‌دموکرات اتریش،[۵] سبزها – سبزهای آلترناتیو، اتریش جدید[۶]
- بلژیک: جنبش اصلاحات، لیبرال‌ها و دموکرات‌های توسعه فلاندرز،[۷] حزب سوسیالیست (بلژیک)، حزب سوسیالیست متفاوت، مسیحیان دموکراتیک و فلمین، مرکز دموکراتیک بشردوستانه، اکولو، Green، مستقل فدرالیست دموکراتیک
- بلغارستان: بله، بلغارستان !، اتحادیه نیروهای دموکراتیک، شهروندان برای توسعه اروپا بلغارستان، دموکرات‌ها برای بلغارستان قوی.
- کرواسی: اتحادیه دمکرات کرواسی، حزب سوسیال دمکرات کرواسی، حزب دهقانان کرواسی، حزب خلق کرواسی - لیبرال دموکرات، اتحاد لیبرال مدنی، مجمع دموکراتیک ایستیا، حزب خلق - اصلاح طلبان
- قبرس: راهپیمایی دموکراتیک، حزب دموکراتیک، جنبش برای دموکراسی اجتماعی، اتحاد شهروندان
- جمهوری چک: ANO 2011، اتحادیه مسیحی و دموکراتیک - حزب خلق چکسلواکی، حزب دزدان دریایی چک، حزب سوسیال دمکرات چک، TOP 09، شهرداران و مستقلان، حزب سبز
- دانمارک: حزب سوسیال دموکرات دانمارک، سوسیال دموکرات‌ها، وستر، حزب محافظه کار خلق
- استونی: حزب سوسیال دموکرات استونی، حزب مرکز استونی، حزب اصلاحات استونی، سبز سبز استونی، طرفدار پاتریا و اتحادیه Res Publica، حزب آزاد استونی
- فنلاند: حزب مرکز، حزب ائتلاف ملی، حزب سوسیال دمکرات فنلاند، لیگ سبز، حزب سوئد مردم فنلاند
- فرانسه: La République En Marche!، جنبش دموکراتیک، جمهوری خواهان، حزب سوسیالیست، مکان عمومی، محیط زیست اروپا - سبزها، جنبش رادیکال، اتحادیه دمکرات‌ها و مستقلان
- آلمان: اتحاد '۹۰ / سبزها، اتحادیه دمکرات مسیحی، اتحادیه اجتماعی مسیحی در بایرن، حزب سوسیال دموکرات آلمان، حزب دموکراتیک آزاد، Die PARTEI
- یونان: دموکراسی جدید، سیریزا، جنبش برای تغییر، اتحادیه مرکزگراها
- مجارستان:ائتلاف دموکراتیک، حزب سوسیالیست مجارستان، جنبش حرکت، گفتگو برای مجارستان، حزب لیبرال مجارستان، شروع جدید، حزب محافظه کار مدنی
- ایرلند: فاین گال، فیانا فویل، حزب کارگر، سوسیال دموکرات‌ها، حزب سبز
- ایتالیا:حزب دموکرات، Forza ایتالیا، بیشتر اروپا، ایتالیا ویوا
- لاتویا:وحدت، توسعه لتونی، جنبش برای!، حزب محافظه کار جدید، مترقی‌ها
- لیتوانی:اتحادیه میهن، حزب سوسیال دموکرات لیتوانی، جنبش لیبرال، حزب کارگر، حزب آزادی
- لوکزامبرگ:حزب اجتماعی مسیحی مسیحی، حزب کارگران سوسیالیستی لوکزامبورگ، حزب دموکرات، سبزها
- مالتا: حزب ملی‌گرایی، حزب کارگر، حزب دموکراتیک، آلترناتیو دموکراتیک
- هلند:دموکرات‌ها ۶۶، حزب خلق برای آزادی و دموکراسی، حزب کارگر، استیناف دموکراتیک مسیحیان، گرون لینکس
- لهستان: بسترهای مدنی، مدرن، بهار، حزب مردم لهستان، اتحاد چپ دموکراتیک، جنبش شما، سبزها، اتحادیه دمکرات‌های اروپایی، حزب سوسیالیست لهستان
- پرتغال: حزب سوسیال دموکرات، حزب سوسیالیست، حزب حیوانات - حیوانات- طبیعت، LIVRE، ابتکار عمل لیبرال.
- رومانی: حزب لیبرال ملی، حزب نهضت خلق، اتحادیه ذخیره رومانی، PRO رومانی، حزب آزادی، اتحاد و همبستگی، اتحاد لیبرال‌ها و دموکرات‌ها، اتحادیه دمکراتیک مجارستان در رومانی
- اسلواکی: افراد عادی و شخصیت‌های مستقل، اسلواکی مترقی، مشروط بر دمکراسی مدنی، برای مردم، جهت‌گیری - سوسیال دموکراسی، جنبش دموکراتیک مسیحی، Most-Híd
- اسلوانی:: فهرست مرجان شارک، حزب مرکز مدرن، حزب دموکرات بازنشستگان اسلوونی، سوسیال دموکرات‌ها، اسلوونیای جدید، حزب آلنکا براتوچک، حزب خلق اسلوونیایی،
- اسپانیا: حزب مردم، حزب کارگران سوسیالیست اسپانیا، شهروندان، Equo، حزب ملی‌گرایی باسک
- سوئد: حزب سوسیال دمکرات سوئد، حزب میانه‌رو، حزب مرکز، لیبرال‌ها، دموکرات‌های مسیحی

### خارج از اتحادیه اروپا
- آلبانی:حزب دموکرات آلبانی، حزب سوسیالیست آلبانی، LSI، حزب جمهوری‌خواه آلبانی، حزب وحدت برای حقوق بشر
- ارمنستان: ADL، ارمنستان روشن، حزب لیبرال دموکراتیک، حزب اروپایی ارمنستان، دموکرات‌های آزاد، حزب جمهوری اسلامی، میراث، اتحادیه لیبرال دمکرات ارمنستان، اوریناتس یرکیر، ساسنا تزر حزب پان ارمنستان، اتحاد راه بیرون
- آذربایجان:حزب جایگزین جمهوریخواه[۸]
- بلاروس: دموکراسی مسیحی بلاروس، حزب BPF، نیروهای دموکراتیک متحد بلاروس، حزب لیبرال آزادی و پیشرفت، حزب متحد مدنی بلاروس
- بوسنی و هرزگوین: حزب سوسیال دموکراتیک بوسنی و هرزگوین، حزب دموکراتیک صرب، اتحادیه برای آینده بهتر، جبهه دموکراتیک، حزب ما
- گرجستان: رؤیای گرجستان، گرجستان اروپا، جنبش ملی، دموکرات‌های آزاد، حزب جمهوری‌خواه جورجیا
- ایسلند: اتحاد سوسیال دمکرات، آینده روشن، حزب اصلاحات
- مولداویا: حزب لیبرال دموکرات، حزب دموکرات، حزب لیبرال، حزب خلق اروپا، حزب اقدام و همبستگی
- مونته‌نگرو: حزب دموکرات سوسیالیست‌های مونته‌نگرو، حزب سوسیال دمکرات مونته‌نگرو، DEMOS، اقدام اصلاحات متحد، مونته‌نگرو دموکرات، حزب لیبرال، سوسیال دموکرات‌ها، مونته‌نگرو، حزب بوسنیا
- مقدونیه شمالی: اتحادیه سوسیال دمکرات، حزب سوسیال دموکرات جدید، اتحادیه دموکراتیک برای ادغام، اتحاد برای آلبانی‌ها، حزب لیبرال دموکراتیک
- نروژ: حزب محافظه کار، حزب کارگر
- روسیه: یابلوکو، حزب آزادی مردم
- صربستان: حزب دموکرات، حزب لیبرال دموکراتیک، جنبش شهروندان آزاد، حزب مردم، حزب جدید، حزب مترقی صرب، حزب سوسیالیست صربستان، حزب آزادی و عدالت
- سوئیس: حزب سوسیال دمکرات سوئیس، حزب سبز سوئیس، حزب لیبرال سبز سوئیس، حزب دموکراتیک خلق مسیحی سوئیس
- ترکیه: حزب İYİ، حزب دموکراتیک خلق، حزب جمهوری‌خواه خلق، حزب چپ دموکراتیک، حزب دموکرات، لیبرال دموکراتیک حزب دموکراسی و پیشرفت
- اوکراین: خدمتگزار مردم، میهن، همبستگی اروپا، صدا، اعتماد به نفس، حزب مردم اوکراین، اوکراین ما، حزب اروپایی اوکراین، جبهه خلق
- بریتانیا: لیبرال دموکرات‌ها، حزب سبز انگلستان و ولز، Plaid Cymru، حزب ملی اسکاتلند، حزب سوسیال دموکرات و حزب کارگر، حزب سبز اسکاتلند، حزب برابری زنان، حزب اتحاد ایرلند شمالی، حزب سبز در ایرلند شمالی، Mebyon Kernow, Alliance EPP: اروپا حزب مردم انگلیس، اتحاد چپ و حزب تجدید.

## مشارکت‌های چند ملیتی اروپا
- شورای اروپا: سازمانی بین‌المللی که هدف اعلام شده آن حمایت از حقوق بشر، دموکراسی، حاکمیت قانون در اروپا و ترویج فرهنگ اروپایی است. این شورا ۴۷ کشور عضو دارد و تقریباً ۸۲۰ میلیون نفر جمعیت دارند.
- سازمان امنیت و همکاری در اروپا: بزرگترین سازمان بین‌المللی امنیتی است که با ۵۷ عضو دارد.